# Greater Dandenong
Greater Dandenong är en region i Australien. Den ligger i delstaten Victoria, omkring 29 kilometer sydost om delstatshuvudstaden Melbourne. Antalet invånare är 146 727. Arean är 129 kvadratkilometer.
Följande samhällen finns i Greater Dandenong:
- Noble Park
- Dandenong
- Keysborough
- Dandenong North
- Springvale
- Springvale South
- Noble Park North
- Bangholme
- Dandenong South

Runt Greater Dandenong är det i huvudsak tätbebyggt. Runt Greater Dandenong är det tätbefolkat, med 591 invånare per kvadratkilometer. Genomsnittlig årsnederbörd är 1 251 millimeter. Den regnigaste månaden är maj, med i genomsnitt 154 mm nederbörd, och den torraste är januari, med 51 mm nederbörd.